# Wat Ratchanadda

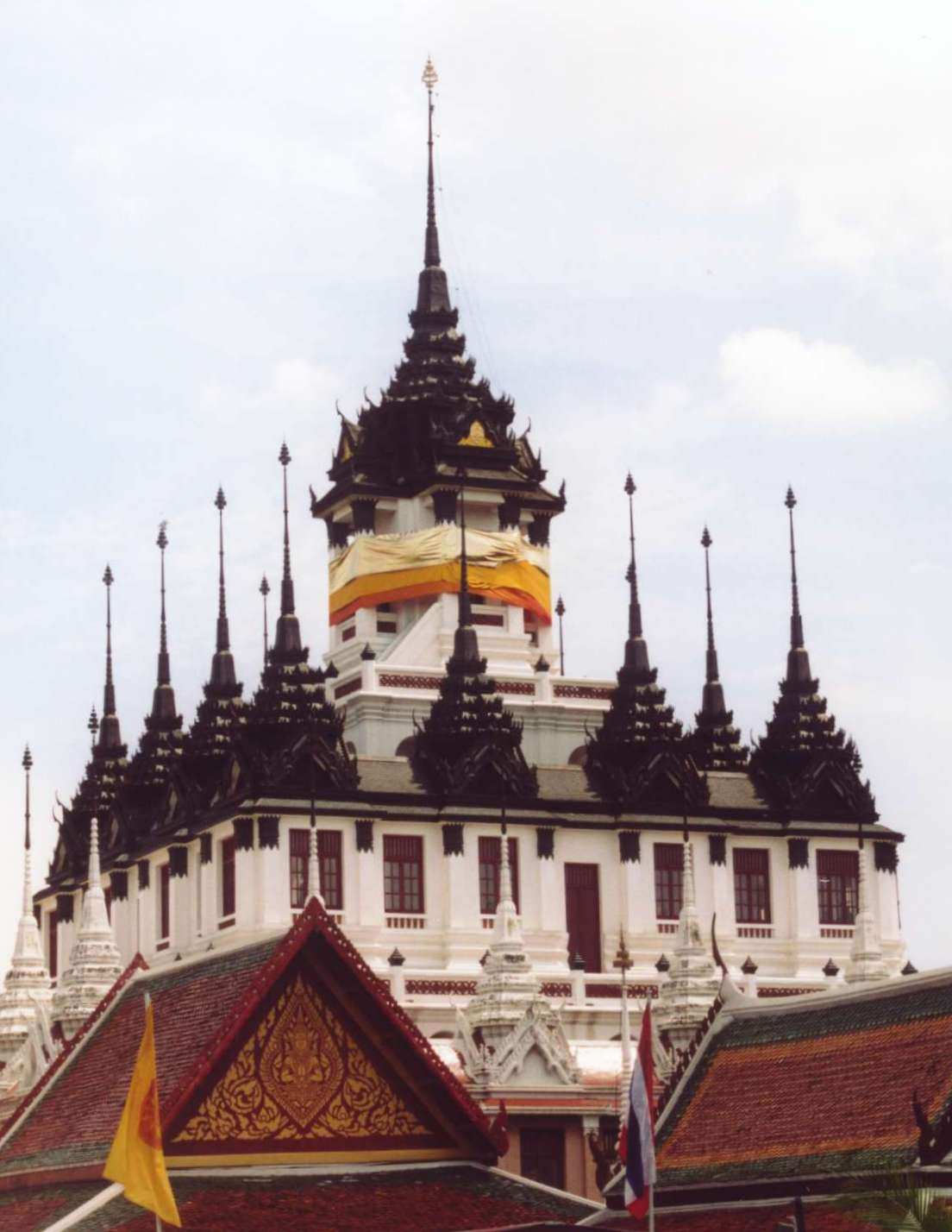
Loha Prasat

Wat Ratchanadda (Thai: วัดราชนัดดาราม) is een boeddhistische tempel (wat) gelegen in Phra Nakhon, een district van Bangkok. Het ligt op de hoek van Maha Chai Road en Ratchadamnoen Klang. "Ratchanadda" betekent koninklijke nicht en werd gebouwd op bevel van Rama III voor mom cha ming Sommanus Wattanavadi in 1846.
De tempel is het bekendst van zijn Loha Prasat (โลหะปราสาท), een toren van 26 meter hoog, bestaande uit 37 metalen punten, wat staat voor de 37 deugden in de richting van de verlichting. Het is de derde Loha Prasada (koperen paleis) die ooit gebouwd is, nagemaakt van de eerdere versies in India en Anuradhapura (Sri Lanka). In het verleden was Loha Prasat verborgen achter een oude bioscoop genaamd Chalerm Thai. Het theater werden afgebroken in 1989 door een project om het landschap langs Ratchadamnoen Road te verbeteren.
In 2005 werd de tempel voorgelegd aan de UNESCO ter overweging als toevoeging aan de Werelderfgoedlijst.